# Jolimetz
Jolimetz je francouzská obec v departementu Nord v regionu Hauts-de-France. Žije zde 860 obyvatel.

## Geografie

### Sousední obce
| Růžice kompasu | Potelle  |            | Villereau | Růžice kompasu |
| Růžice kompasu | Sever    |            |           | Růžice kompasu |
| Růžice kompasu | Jolimetz |            |           | Růžice kompasu |
| Růžice kompasu | Jih      |            |           | Růžice kompasu |
| Růžice kompasu |          | Locquignol |           | Růžice kompasu |